# Dominique Crenn
Pour les articles homonymes, voir Crenn.
Dominique Crenn, née le 7 avril 1965 à Saint-Germain-en-Laye, est une cheffe cuisinière française, établie à San Francisco. Elle est la première femme aux États-Unis à se voir décerner en 2018 trois étoiles au Guide Michelin pour son restaurant l'Atelier Crenn (en).

## Biographie
Née le 7 avril 1965, elle est adoptée à l'âge de 18 mois par un couple français, Allain et Louise Crenn. Son père est un homme politique et directeur du CFPC à Paris. Sa mère est une gestionnaire et lui fait découvrir la nourriture indienne, chinoise, japonaise et vietnamienne. Elle va régulièrement dîner dans des restaurants étoilés avec son père et un ami critique gastronomique français pour Le Télégramme. Elle fait une licence en économie puis un master en Business International.
Elle est en couple avec l'actrice américaine Maria Bello. Elles se sont fiancées en décembre 2019 à Paris et mariées le 14 mai 2024 au Mexique. Dominique Crenn a deux filles jumelles, Olivia et Charlotte, nées en 2014 d'une précédente relation.

## Carrière
À 21 ans, elle part à San Francisco.
N'ayant pas fait d’école hôtelière ni jamais travaillé dans une cuisine, elle se lance et Jeremiah Tower (en), un grand chef local, lui donne sa chance au restaurant Stars. Dans cette cuisine, il lui dit quel plat elle doit faire, mais sans recettes.
Au bout de deux ans, elle part travailler au Campton Place, toujours à San Francisco, puis au Yoyo Bistro du Miyako Hôtel, toujours à San Francisco.
En 1997, elle prend les commandes du restaurant de l’Intercontinental à Jakarta, en Indonésie, et devient la première cheffe d’Indonésie. Elle retourne ensuite aux États-Unis, où elle est embauchée en tant que Cheffe exécutive pour le Manhattan country Club, à Manhattan Beach, Los Angeles, puis au Adobe Restaurant and Lounge, à Santa Monica, toujours en Californie, avant d’être recrutée, en 2008 par l’Intercontinental Hôtel pour son restaurant Luce de San Francisco.
En 2011, elle ouvre son restaurant : L’Atelier Crenn (en), à San Francisco, en Californie. Elle y interprète et réinvente la cuisine française traditionnelle, avec une attention toute particulière pour les légumes et les fruits de mer. Elle obtient sa première étoile un an plus tard , puis sa seconde étoile en 2014, devenant ainsi la première femme à obtenir 2 étoiles au Guide Michelin aux États-Unis. En 2015, elle ouvre Petit Crenn à San Francisco, qui propose une carte basée sur la gastronomie bretonne, avec beaucoup de poisson.
En 2016, elle est élue meilleure femme Chef du monde par le World’s 50 Best restaurant award. La même année, Petit Crenn est élu meilleur nouveau restaurant.
Le 13 mars 2018, elle ouvre le Bar Crenn à San Francisco. Il s’agit d’un bar à vin qui propose des vins français, se voulant proches des principes de la responsabilité environnementale, ainsi que des recettes de chefs français tels Alain Ducasse ou Guy Savoy.
Fin 2018, elle reçoit sa troisième étoile au Michelin pour l'Atelier Crenn, une grande première pour une femme chef aux Etats-Unis,.
Elle ouvre son premier restaurant à Paris en 2023, Golden Poppy, installé au sein de l’hôtel La Fantaisie dans le IXe arrondissement.
Le 28 septembre 2023 sort en France son livre Mémoires d'une cheffe rebelle aux éditions du Cherche Midi.
En 2023 elle reçoit une Victoire de la Bretagne.
En 2024, elle intègre le jury de la saison 15 de l'émission de télévision Top Chef après avoir été précédemment invitée lors d'épisodes diffusés en 2015, et en 2022.